# Barock pinto
De barock pinto is een paardenras dat ook wel de bonte fries wordt genoemd. De paarden hebben minimaal 37,5% Fries bloed en tonen de zwart bonte kleur.

## Geschiedenis & fokkerij
In de 20e eeuw werd er in Nederland al veel gekruist met Friese paarden. Bekende hengsten zijn onder andere Bonte Nico en Bonte Bart. In 2009 werd het stamboek opgericht; daarvoor was het niet mogelijk om deze paarden te registreren. Het is een open stamboek. Van alle paarden wordt het DNA-profiel opgeslagen in een database. Er is een DNA-profiel aangelegd bij alle merrie-veulens geboren in of na het jaar 2011. Aan de hand van het DNA-profiel wordt er gecontroleerd op vaderschap.
Het percentage vreemd bloed wordt in het stamboek vermeld. De paarden worden in drie types ingedeeld: BP, XX of FB.
- Type BP: minder dan 75% vreemd bloed
- Type XX: meer dan 75% vreemd bloed
- Type FB: geldt alleen voor dekhengsten die niet zwartbont zijn en minder dan 75% vreemd bloed bezitten

## Kenmerken
De barock pinto heeft een edel hoofd met grote sprekende ogen. De lange hals komt hoog uit de borst en sluit vloeiend aan op de schoft. Er is veel behang bij de manen, staart en onderbenen aanwezig. Het paard beschikt over veel front en heeft een gespierde rug. De kleur mag (zwart)bont of zwart zijn. De paarden zijn ongeveer 1,50 à 1,62 meter hoog.
Het karakter van de barock pinto lijkt veel op het karakter van de zwarte fries.

## Gebruik
De barock pinto kan als recreatiepaard gebruikt worden. Echter is een doel van de fokkerij om het paard zo te fokken dat het hoog presteert in de wedstrijdsport.